# مته گازوز
مته گازوز (ترکی استانبولی: Mete Gazoz؛ زادهٔ ۸ ژوئن ۱۹۹۹) کماندار اهل ترکیه است.
وی در مسابقات کشوری و بین‌المللی در مجموع برندهٔ ۷ مدال طلا، ۸ مدال نقره، ۵ مدال برنز شده‌است.